# ФК Жилина
ФК Жилина (слч. MŠK Žilina) је словачки фудбалски клуб из града Жилине, на северозападу земље. Најуспешнији је клуб у држави, од њеног осамостаљења 1993. године и актуелни је првак државе, за сезону 2009/2010, а у сезони 2010/2011 ће наступати у Лиги Шампиона.

## Историјат клуба
ФК Жилина је основана 1908. године од стране радника фабрике текстила „Словена“ и хемијских производа „Поважје“, а званично је формирана на састанку одржаном 20.06.1909. године. Током своје историје, десет пута је мењао име, а најзначајнији успеси на међународној сцени су четвртфинале Купа победника купова у сезони 1961/1962. када су испали од Фиорентине и финале Митропа купа у сезони 1973/1974, када су изгубили од ФК Татабање. На домаћем плану, клуб је био два пута — 1928. и 1929. првак Словачке између два светска рата. Након распада Чехословачке 1993. године, ФК Жилина је седам пута била првак државе (2002, 2003, 2004, 2007, 2010, 2012. и 2017), пет пута другопласирана (2005, 2008, 2009, 2015 и 2020), један пут је освајала куп Словачке (2012) и четири пута је освајала Супер Куп Словачке (2003, 2004, 2007. и 2010), што је чини најуспешнијом екипом у Словачкој по броју освојених титула (ФК Слован из Братиславе је такође освојио пет титула) и најуспешнијом екипом по броју освојених бодова.

## Ранији називи
- 1909 - Основан као
- 1910 - Преименован у
- 1919 - Преименован у
- 1948 - Преименован у
- 1953 - Преименован у
- 1956 - Преименован у
- 1963 - Преименован у
- 1967 - Преименован у
- 1990 - Преименован у
- 1995 - Преименован у

## Највећи успеси
- Суперлига Словачке (од 1993)
  - Шампиони (7) : 2002, 2003, 2004, 2007, 2010, 2012, 2017.
  - Вицешампиони (5) : 2005, 2008, 2009, 2015, 2020.
- Куп Чехословачке (1961 – 1993)
  - Финалисти (1) : 1961.
- Куп Словачке (од 1961)
  - Освајачи (2) : 1961, 2012.
  - Финалисти (8) : 1977, 1980, 1986, 1990, 2011, 2013, 2019, 2021.
- Словачка лига (1925 – 1933)
  - Шампиони (2) : 1928, 1929.
- Словачки супер куп (од 1993)
  - Освајачи (4) : 2003, 2004, 2007, 2010.

### Наступи у еврокуповима
- Куп победника купова
  - Четвртфинале (1) : 1961/62.
- Митропа куп
  - Финалисти (2) : 1974, 1983.

## ФК Жилина у европским такмичењима
| Сезона  | Такмичење            | Ранг         | Земља                                            | Клуб              | Резултат            |
| ------- | -------------------- | ------------ | ------------------------------------------------ | ----------------- | ------------------- |
| 1961/62 | Куп победника купова | осминафинала | Краљевина Грчка                                  | Олимпијакос       | 1-1, 4-3            |
|         |                      | четвртфинале | Италија                                          | ФК Фиорентина     | 3-2, 0-2            |
| 1973    | Митропа куп          | група        | Мађарска                                         | Видеотон          | 1-3, 5-1            |
|         |                      | група        | Социјалистичка Федеративна Република Југославија | Сарајево          | 4-0, 3-3            |
|         |                      | Финале       | Мађарска                                         | Татабања Бањаш    | 2-3, 0-2            |
| 1983    | Митропа куп          | група        | Мађарска                                         | Вашаш             | 2-0, 1-3            |
|         |                      | група        | Социјалистичка Федеративна Република Југославија | ФК Галеника Земун | 2-0, 0-2            |
|         |                      | група        | Италија                                          | Верона            | 4-0, 1-1            |
| 1997    | Интертото куп        | група        | Аустрија                                         | Аустрија          | 3-1                 |
|         |                      | група        | Румунија                                         | Рапид Букурешт    | 0-2                 |
|         |                      | група        | Француска                                        | Олимпик Лион      | 0-5                 |
|         |                      | група        | Пољска                                           | Одра              | 0-0                 |
| 1999    | Интертото куп        | 1 коло       | Данска                                           | Херфолге          | 2-0, 2-0            |
|         |                      | 2 коло       | Француска                                        | Мец               | 2-1, 0-3            |
| 2002/03 | Лига шампиона        | 2 коло кв.   | Швајцарска                                       | Базел             | 1-1, 0-3            |
| 2003/04 | Лига шампиона        | 2 коло кв.   | Израел                                           | Макаби            | 1-0, 1-1            |
|         |                      | 3 коло кв.   | Енглеска                                         | Челси             | 0-2, 0-3            |
| 2003/04 | УЕФА куп             | 1 коло       | Холандија                                        | Утрехт            | 0-2, 0-4            |
| 2004/05 | Лига шампиона        | 2 коло кв.   | Румунија                                         | Динамо Букурешт   | 0-1, 0-1            |
| 2005/06 | УЕФА куп             | 1 коло кв    | Јерменија                                        | Баку              | 0-1, 3-1            |
|         |                      | 2 коло кв.   | Аустрија                                         | Аустрија          | 1-1, 0-0            |
| 2007/08 | Лига шампиона        | 1 коло кв.   | Луксембург                                       | Диделанж          | 2-1, 5-4            |
|         |                      | 2 коло кв.   | Чешка                                            | Славија Праг      | 0-0, 0-0 пен. (3-4) |
| 2008/09 | УЕФА куп             | 1 коло кв.   | Белорусија                                       | МТЗ РИПО          | 2-2, 1-0            |
|         |                      | 2 коло       | Чешка                                            | Слован Либерец    | 2-1, 2-1            |
|         |                      | 1 коло       | Бугарска                                         | Левски            | 1-1, 1-0            |
|         |                      | група        | Њемачка                                          | Хамбургер         | 1-2                 |
|         |                      | група        | Холандија                                        | Ајакс             | 0-1                 |
|         |                      | група        | Чешка                                            | Славија Праг      | 0-0                 |
|         |                      | група        | Енглеска                                         | Астон Вила        | 2-1                 |
| 2009/10 | УЕФА Лига Европе     | 2 коло кв.   | Молдавија                                        | Дачија            | 2-0, 1-0            |
|         |                      | 3 коло кв.   | Хрватска                                         | Хајдук Сплит      | 1:1, 1:0            |
|         |                      | 4 коло кв.   | Србија                                           | Партизан          | 1-1, 0-2            |
| 2010/11 | УЕФА Лига Шампиона   | 2 коло кв.   | Малта                                            | Киркиркара        | 3-0, 0-1            |
|         |                      | 3 коло кв.   | Бугарска                                         | Литекс Ловеч      | 3:1, 1:1            |
|         |                      | плеј-оф      | Чешка                                            | Спарта Праг       | 1-0, 2-0            |
|         |                      | Група Ф      | Енглеска                                         | Челси             | 1-4, 1-2            |
|         |                      | Група Ф      | Русија                                           | Спартак           | 0-1, 0-7            |
|         |                      | Група Ф      | Француска                                        | Олимпик           | 0-3, 1-2            |